# Renato Cestiè
Renato Cestiè (Roma, 11 gennaio 1963) è un attore italiano, noto soprattutto per i suoi ruoli di attore bambino al cinema e alla televisione negli anni settanta.

## Biografia
A soli 8 anni debutta al cinema con il film thriller/horror Reazione a catena (1971) di Mario Bava, a cui segue un'altra pellicola dello stesso genere: Il diavolo nel cervello di Sergio Sollima (1972). Da bambino recita in fotoromanzi e in film come il western comico di successo Si può fare... amigo (1972) di Maurizio Lucidi, interpretato accanto a Bud Spencer e Jack Palance.
Ma Renato Cestiè è ricordato soprattutto per i ruoli di piccolo sfortunato protagonista di varie pellicole drammatiche del cosiddetto filone Lacrima-movie o Strappalacrime, di grande successo negli anni settanta anche a livello internazionale, come Cuore (1973) di Romano Scavolini, L'albero dalle foglie rosa (1974) di Armando Nannuzzi, Il venditore di palloncini (1974) di Mario Gariazzo, L'ultima neve di primavera (1973), il suo film più celebre, e Bianchi cavalli d'agosto (1975) di Raimondo Del Balzo.
Recitò anche nello sceneggiato TV La vita di Leonardo da Vinci diretto da Renato Castellani e trasmesso dalla Rai sul Programma Nazionale (l'odierna Rai 1). Altre pellicole cinematografiche di successo in cui recitò furono i thriller/horror I corpi presentano tracce di violenza carnale (1973) di Sergio Martino e Nero veneziano (1978) di Ugo Liberatore, l'avventuroso Il ritorno di Zanna Bianca (1974) di Lucio Fulci con Franco Nero e Virna Lisi, e il western Giubbe rosse (1975) di Joe D'Amato, con Fabio Testi.
Seguì un periodo scarsamente produttivo, ma alla fine degli anni ottanta tornò alla ribalta interpretando per tre stagioni il ruolo di Massimo Conti nella popolare serie televisiva di Italia 1 I ragazzi della 3ª C (1987-1989). Verso la metà degli anni novanta abbandonò definitivamente il mondo dello spettacolo per dedicarsi alla gestione di una palestra a Roma. 
Il 23 marzo 2014 ha partecipato come concorrente a una puntata domenicale del quiz televisivo di Canale 5 Avanti un altro! condotto da Paolo Bonolis.

## Filmografia

### Cinema
- Una storia d'amore, regia di Michele Lupo (1969)
- Reazione a catena, regia di Mario Bava (1971)
- Il diavolo nel cervello, regia di Sergio Sollima (1972)
- Così sia, regia di Alfio Caltabiano (1972)
- Si può fare... amigo, regia di Maurizio Lucidi (1972)
- San Michele aveva un gallo, regia di Paolo e Vittorio Taviani (1972)
- I corpi presentano tracce di violenza carnale, regia di Sergio Martino (1973)
- Cuore, regia di Romano Scavolini (1973)
- L'ultima neve di primavera, regia di Raimondo Del Balzo (1973)
- Il venditore di palloncini, regia di Mario Gariazzo (1974)
- L'albero dalle foglie rosa, regia di Armando Nannuzzi (1974)
- Il ritorno di Zanna Bianca, regia di Lucio Fulci (1974)
- Giubbe rosse, regia di Joe D'Amato (1975)
- Bianchi cavalli d'agosto, regia di Raimondo Del Balzo (1975)
- Noi non siamo angeli, regia di Gianfranco Parolini (1975)
- Come ti rapisco il pupo, regia di Lucio De Caro (1976)
- Nero veneziano, regia di Ugo Liberatore (1978)
- I carabbinieri, regia di Francesco Massaro (1981)
- La traviata, regia di Franco Zeffirelli (1983)
- In camera mia, regia di Luciano Martino (1992)
- Le nuove comiche, regia di Neri Parenti (1994)
- La primavera negli occhi, regia di Angela Buffone e Cristina Costantini (1994)

### Televisione
- La vita di Leonardo da Vinci, regia di Renato Castellani – miniserie TV (1971)
- L'Étrange monsieur Duvallier, regia di Victor Vicas, episodio Flic-flash (1979)
- Ahi giovinezza giovinezza, regia di Edmo Fenoglio (1982)
- Benedetta e company, regia Alfredo Angeli (1983)
- ...e la vita continua, regia di Dino Risi – miniserie TV (1984)
- Aeroporto internazionale – serie TV (1985)
- I ragazzi della 3ª C – serie TV (1987-1989)
- Una prova d'innocenza, regia di Tonino Valerii – miniserie TV (1990)
- Doris una diva del regime, regia di Alfredo Giannetti – miniserie TV (1991)